# Linepithema leucomelas
Linepithema leucomelas är en myrart som först beskrevs av Carlo Emery 1894.  Linepithema leucomelas ingår i släktet Linepithema och familjen myror. Inga underarter finns listade i Catalogue of Life.

## Bildgalleri

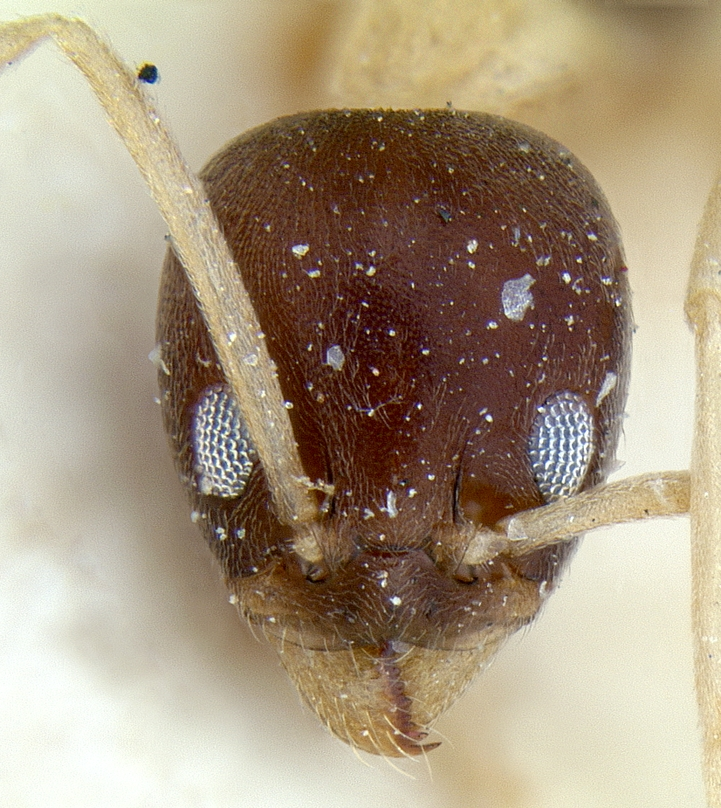
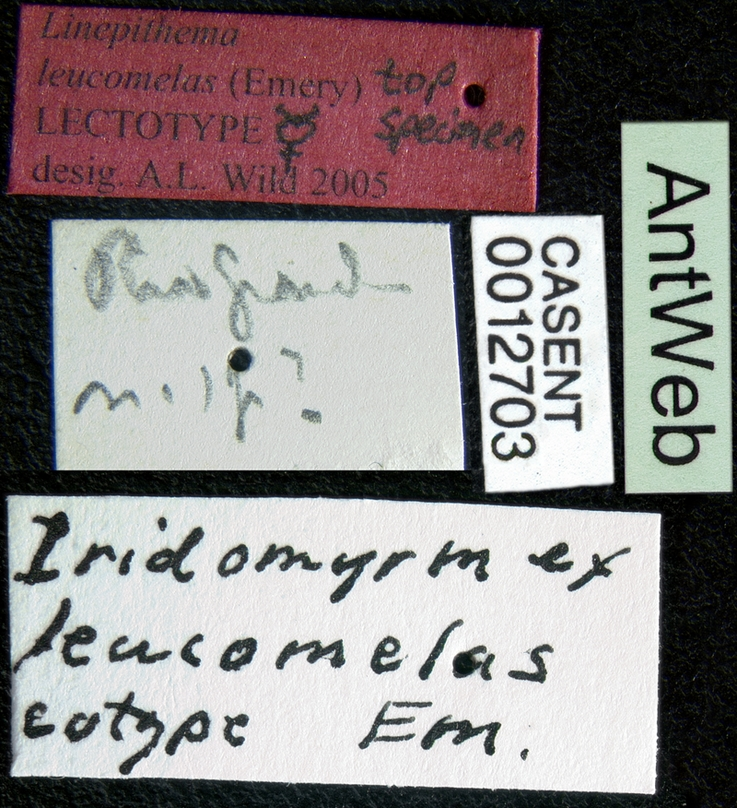
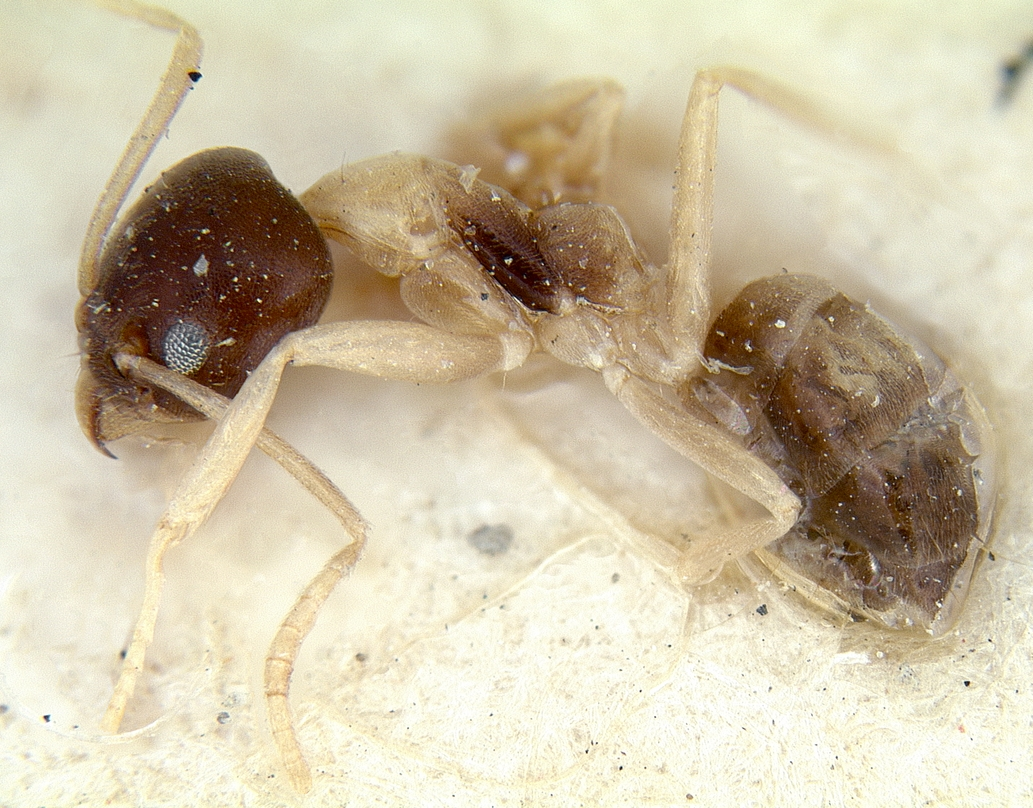